# Оффенбург
Оффенбург (нім. Offenburg) — адміністративний центр і найбільше місто району Ортенау в федеральній землі Баден-Вюртемберг, у Німеччині. Розташоване за 20 км на південний схід від Страсбурга і за 20 км на північ від Фрайбурга, у гирлі долини річки Кінциг неподалік від берегу річки Рейн, при автомагістралі А5 і дорогах B3, B33 та залізниці Базель — Мангайм.

## Історія
Місто вперше згадується в історичних документах, починаючи з 1148 року. Вже в 1240 році Оффенбург згадується як незалежне імперське місто, цей статус місто зберігало до XIX століття.
Місто було майже повністю зруйноване протягом дев'ятирічної війни (1689—1697) між Францією та Аугсбурзькою лігою.
У 1803 році Оффенбург втратив свій статус вільного міста і підпав під правління Велике герцогство Баденське. У той час Оффенбург був центром місцевої адміністрації, трохи пізніше — окружного управління.
Напередодні Баденської революції, що послужила згодом початком березневої революції 1848—1849 років, 12 вересня 1847 року на зборах революціонерів, у готелі Зальмен, було проголошено 13 вимог народу Бадена. Поряд з відмовою від Карлсбадських угод, у них були також сформульовані основні права людини, як наприклад: свобода друку і прогресивний прибутковий податок.
19 березня 1848 року відбулися другі оффенбурзькі народні збори, що нараховували 20 000 учасників, які підтвердили і розширили вимоги 1847 року. Крім того було додано вимогу організувати в кожній громаді «гурток вітчизни», до завдань якого входило б озброєння, політична і загальна освіта громадян, а також контроль за дотриманням їхніх прав. Налічувалося 420—430 народних гуртків з числом учасників 35-40 тисяч. Спільно зі спортивними, хоровими і стрілецькими гуртками вони домоглися рівня політичної мобілізації населення, що не має аналогії в історії Бадена. На перших зборах народних гуртків 12—13 травня 1849 року демократичні сили зібралися в Раштаті, «Баденському Вифлеємі», де знаходився центральний комітет народних гуртків. Там і вибухнув заколот у військах Бадена, які 13 травня виступили на Карлсруе, щоб взявши владу у свої руки, проголосити перший республікансько-демократичний уряд на німецькій землі.
1939 року Оффенбург стає адміністративним центром земельного району Оффенбурга, у який був перетворений з окружного управління.
В наприкінці 1930-х років число жителів міста перевищило 20 000. Внаслідок цього, разом з прийняттям Баден-Вюртемберзького «Положення про громади», 1 квітня 1956 року Оффенбург був проголошений найбільшим містом земельного району. 22 жовтня 1940 року відбулася депортація останніх євреїв Оффенбурга у концентраційний табір в французькому селі Гурс.
1 січня 1973 року Оффенбург стає адміністративним центром нового району Ортенау, об'єднаного з декількох малих земельних районів. У 1980 році в Оффенбурзі проходили «Дні Батьківщини» землі Баден-Вюртемберг.

## Економіка
В Оффенбурзі знаходиться Hubert Burda Media, велика друкарня та видавництво.

## Міста побратими
- Лонс-ле-Соньє, Франція, з 1959 року
- Weiz, Австрія, з 1964 року
- Borehamwood, Велика Британія, з 1982 року
- Altenburg, Німеччина, з 1988 року
- Ольштин, Польща, з 1999 року
- П'єтра-Лігуре, Італія, з 29 вересня 2007 року

## Відомі особистості
В поселенні народилися:
- Енне Бурда (1909—2005) — німецька видавниця.
- Лоренц Губер (1906—1989) — німецький футболіст.